# Arrup pauroporus
Arrup pauroporus är en mångfotingart som först beskrevs av Takakuwa, Y. 1936.  Arrup pauroporus ingår i släktet Arrup och familjen storhuvudjordkrypare. Inga underarter finns listade i Catalogue of Life.